# Jackline Chepngeno
Jackline Chepngeno (* 16. Januar 1993) ist eine ehemalige kenianische Leichtathletin, die sich auf den Langstreckenlauf spezialisiert hat. 2024 wurde sie in Douala Afrikameisterin über 10.000 Meter.

## Sportliche Laufbahn
Erste internationale Erfahrungen sammelte Jackline Chepngeno bei den Crosslauf-Weltmeisterschaften 2009 in Amman, bei denen sie in 20:27 min die Bronzemedaille im U20-Rennen gewann und in der Teamwertung die Silbermedaille gewann. Im Juli gewann sie dann bei den Jugendweltmeisterschaften in Brixen in 9:05,93 min die Silbermedaille im 3000-Meter-Lauf. 2016 siegte sie in 33:26 min beim Nairobi 10K und gewann bei den Afrikameisterschaften in Durban in 31:27,73 min die Silbermedaille im 10.000-Meter-Lauf hinter ihrer Landsfrau Alice Aprot Nawowuna. 2021 siegte sie in 1:09:07 h beim Paris-Halbmarathon und im Jahr darauf beendete sie ihre aktive sportliche Karriere im Alter von 29 Jahren.

## Persönliche Bestzeiten
- 10.000 Meter: 31:27,73 min, 25. Juni 2016 in Durban
- 10-km-Straßenlauf: 32:33 min, 17. Mai 2015 in Bengaluru
- Halbmarathon: 1:09:07 h, 5. September 2021 in Paris
- Marathon: 2:24:21 h, 7. November 2021 in Istanbul